# Arthur Höltge
Arthur Höltge (* 17. Februar 1932 in Sankt Andreasberg) ist ein ehemaliger deutscher Diplomat. Er war Botschafter der DDR in Peru, Bolivien und Kolumbien.

## Leben
Höltge, Sohn eines Malergesellen und einer Hausangestellten, absolvierte nach Schulabschluss im Reichsbahnausbesserungswerk Salbke in Magdeburg eine Ausbildung zum Maschinenschlosser. Danach studierte er an der Deutschen Verwaltungsakademie in Forst Zinna und schloss das Studium 1953 als Diplomstaatswissenschaftler ab.
Ab 1953 gehörte er dem diplomatischen Dienst der DDR an. Bis 1958 arbeitete er als Länderreferent in der Abteilung Kapitalistisches Ausland des Ministeriums für Auswärtige Angelegenheiten der DDR (MfAA). 1958 wurde er Dritter Sekretär an der DDR-Botschaft in Peking. 1961 kehrte er wieder ins MfAA zurück und wurde Länderreferent für Südamerika. Von 1966 bis 1969 arbeitete er als stellvertretender Leiter der DDR-Handelsvertretung in Rio de Janeiro. Von 1969 bis 1973 war er im MfAA als stellvertretender Leiter der Abteilung Lateinamerika tätig. Nachdem die DDR diplomatische Beziehungen zu Brasilien aufgenommen hatte, wurde er im November 1973 als Geschäftsträger der Botschaft in Brasília eingesetzt und war dort von 1974 bis 1977 als Botschaftsrat tätig. Anschließend wirkte er bis 1980 als Sektorenleiter für Grundsatzfragen Lateinamerika im MfAA. Vom 2. Dezember 1980 bis Oktober 1985 bekleidete er das Amt des DDR-Botschafters in Lima, von Dezember 1982 bis Oktober 1985 war er auch in Bolivien zweitakkreditiert. Zurückgekehrt ins MfAA übernahm er erneut bis 1989 die Funktion des Sektorenleiters für Grundsatzfragen Lateinamerika. Von November 1989 bis September 1990 war er der letzte Botschafter der DDR in Bogotá.
Höltge war Mitglied der SED.

## Auszeichnungen
- Verdienstmedaille der DDR